# Газовоз

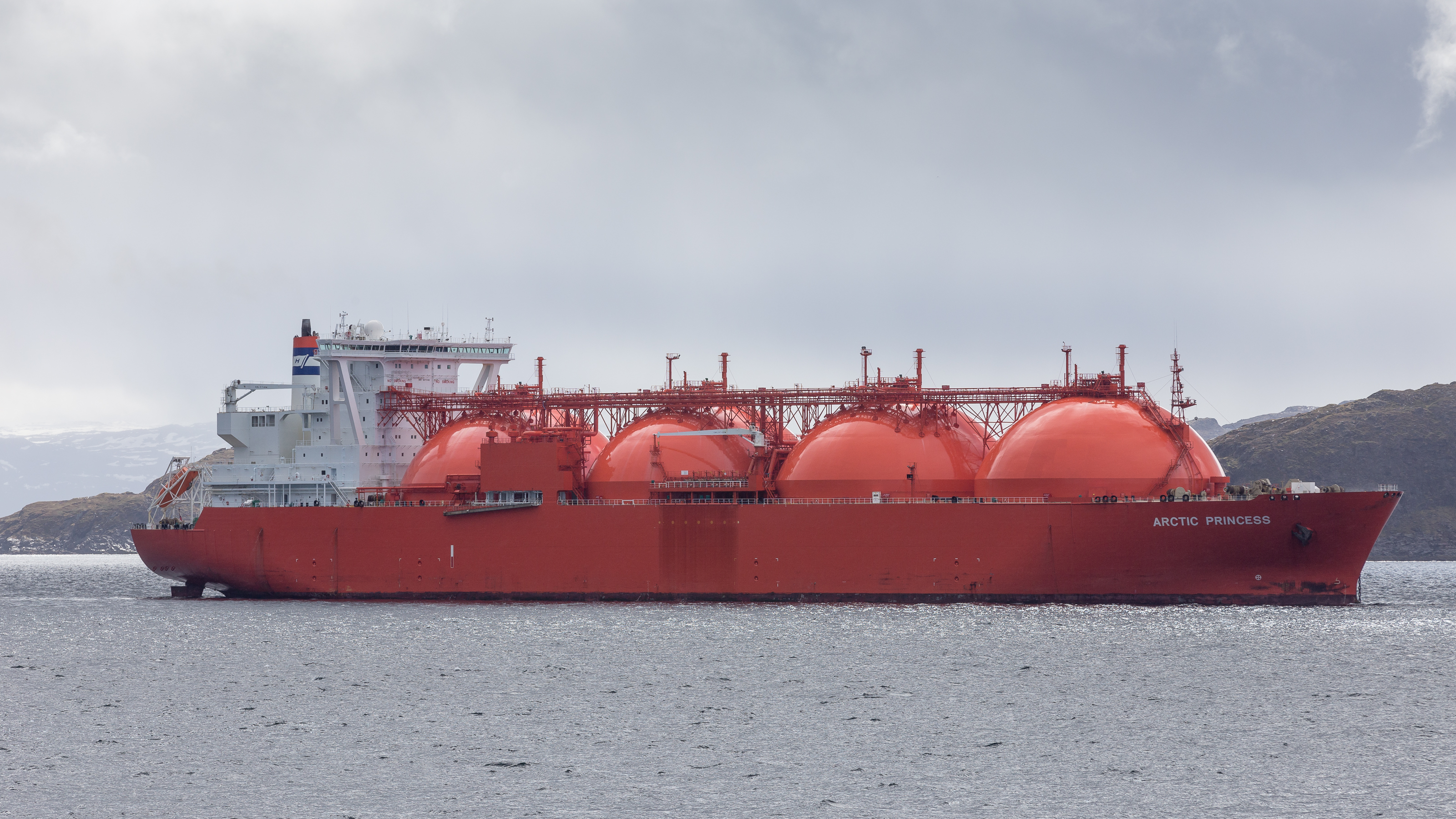
Танкер для перевозки СПГ

Газово́з (англ. Gas carrier) — специально построенное судно для перевозки сжиженного природного газа (а также сжиженного углеводородного газа (СУГ) — пропана и бутана) в танках (резервуарах).
Крупнейшими производителями судов для перевозки сжиженного природного газа являются японские и южнокорейские верфи:
Daewoo Shipbuilding & Marine Engineering, Hyundai Heavy Industries, Samsung Heavy Industries, Mitsubishi Heavy Industries, Kawasaki Heavy Industries, Mitsui. Причём на корейских верфях было построено более двух третей газовозов в мире.

## Типы газовозов

### Газовозы напорного типа
(англ. Fully pressurized gas carrier)
Газы перевозятся при температуре окружающей среды. В связи с этим нет необходимости в системе охлаждения груза, а также в теплоизоляции танков. Грузовые танки представляют собой цилиндрические либо сферические баллоны, рассчитанные, как правило, на давление 18,5 бар (давление насыщенных паров пропана при температуре +55°С). Вместимость газовозов этого типа, как правило, находится в пределах 3500 и 7500 м3. Однако в последние годы строят и напорные газовозы бо́льшей ёмкости, например, серия судов вместимостью 10 800 м3, построенных в Японии в период с 2003 по 2013 год.

### Газовозы полурефрижераторного типа
(англ. Semi-refrigerated gas carrier)
Иногда встречается название «газовозы полунапорного типа» (англ. Semi-pressurised gas carrier).
Конструкция грузовых танков и системы охлаждения газовозов этого типа позволяет перевозить сжиженные газы при давлении от 4 до 8 бар и температуре груза от 0°С до −89°С (−104 °C — для этиленовозов). Вместимость полурефрижераторных газовозов находится в пределах от 2000 до 25 000 м3.

#### Этиленовозы/химовозы
(англ. Ethylene and gas/chemical carriers)
Разновидность газовозов полурефрижераторного типа. Кроме обычной (прямой) системы охлаждения грузов, комбинированные суда оборудуют системой непрямого охлаждения (как правило, либо змеевики по наружному контуру грузовых танков, либо специальные палубные теплообменники). Материал танков — нержавеющая сталь. Каждый грузовой танк оборудуется собственной системой насосов и трубопроводов для погрузки-выгрузки. Системы вентиляции танков также монтируются на каждом танке отдельно, что позволяет одновременно перевозить до шести видов различных грузов.

### Газовозы рефрижераторного типа
(англ. Fully refrigerated carrier)
Предназначены для перевозки полностью охлаждённых сжиженных газов при низкой температуре и давлении, максимум на 0,3 бара выше атмосферного. Грузоподъёмность газовозов рефрижераторного типа при равной грузовместимости выше, чем у остальных газовозов за счёт разницы плотности сжиженного газа при температуре окружающей среды и температуре кипения. Рефрижераторные суда хорошо подходят для перевозки больших объёмов грузов, таких как СПГ, аммиак или хлористый винил на большие расстояния. Груз перевозится в независимых танках с жёсткой тепловой пеноизоляцией. Международные правила требуют устанавливать на таких судах вторичный барьер для снижения риска утечек груза в случае аварии.

#### СПГ-танкеры
(LNG — англ. liquefied natural gas carrier)
Разновидность газовозов рефрижераторного типа. Предназначены для перевозки сжиженного природного газа (СПГ) при атмосферном давлении и температуре −162 °C. Большинство СПГ-танкеров (метановозов) имеет вместимость от 125 000 до 145 000 м3. Однако существуют и суда этого типа вместимостью 18 000—19 000 м3. Современные танкеры серий Q-Flex и Q-Max способны перевозить до 210—266 тыс. м3 СПГ.
Для транспортировки СПГ в арктических условиях используются СПГ-танкеры ледового класса (Yamalmax).
На базе СПГ-танкеров создаются также плавучие регазификационные установки (англ. Floating storage and regasification unit).

#### LH2-танкеры
(LH2 — Liquefied (с англ. — «сжиженный»), H2 — водород)
Предназначены для перевозки сжиженного водорода при атмосферном давлении и температуре −253 °C.
По состоянию на май 2021 года в мире имеется только один LH2-танкер — Suiso Frontier.

#### Этановозы VLEC класса
(англ. Very Large Ethane Carrier)
Предназначены для перевозки этана при атмосферном давлении и температуре −89 °C. Первое судно этого класса — ETHANE CRYSTAL, спущено на воду в октябре 2016 года. Вместимость его грузовых танков — 87 200 м3.

## Системы удержания груза
Типы грузовых танков:

### Встроенные
Объединены с корпусом судна, испытывают внешние нагрузки и участвуют в обеспечении целостности и прочности корпуса.
Рабочее давление — от 0,25 бар до 0,7 бар.

### Независимые
(Вкладные)

#### тип А
Имеют призматическую форму, как наиболее полно использующую полезный объём корпуса. Изготавливаются из стали или алюминия. Для обеспечения остойчивости судна и уменьшения влияния свободной поверхности жидкости танк делят на две части продольной переборкой. Танк устанавливается на специальных кронштейнах из твёрдых пород дерева, и удерживается этими кронштейнами в вертикальном и горизонтальном направлениях. Танк жёстко крепится к корпусу судна только в своей верхней центральной части, вследствие чего он может свободно расширяться и сжиматься. Для таких танков требуется установка вторичного барьера. Рабочее давление — до 0,7 бар.

#### тип В
По форме может быть точно таким же, как и типа А, но к нему применяются более серьёзные требования по безопасности, чем к типу А, и, как следствие — более серьёзные требования к качеству материала, из которого он изготовлен. В качестве материала обычно используется сталь с 9%-ным содержанием никеля, либо алюминий. Вторичный барьер — частичный либо отсутствует.
Так же к танкам типа В относятся сферические танки Moss-Rossenberg для перевозки сжиженного природного газа. Эти танки построены по принципу Leak before failure (небольшая течь перед полным разрушением) и отвечают высоким требованиям безопасности. Над уровнем палубы танк закрыт защитным стальным куполом. Между этим куполом и стенкой танка находится слой теплоизоляции.
Рабочее давление — до 0,7 бар.

#### тип С
Представляют собой сосуды под давлением. Изготавливаются в форме одинарного или двойного цилиндра. Материал — сталь. Вторичный барьер не требуется. К корпусу судна крепятся с помощью специальных подушек, выполненных из твёрдых пород дерева. На одной из подушек танк закрепляют жёстко, а остальные позволяют ему свободно сжиматься и расширяться.
Танки такого типа используют как на газовозах полунапорного, так и напорного типа.

### Мембранные
Не являются самонесущими. Состоят из тонкой мембраны, уложенной на изоляцию, которая, в свою очередь, располагается прямо на корпусе судна. Давление в танке передаётся напрямую конструкциям корпуса, который и является основным несущим элементом таких танков. Необходим вторичный барьер. Рабочее давление — до 0,25 бар..